# Gellertberg (Niederau)
Der Gellertberg (Volksmund auch Gipshügel) auf dem Gebiet der sächsischen Gemeinde Niederau nahe Dresden ist 177,8 m hoch und wurde nach dem Dichter Christian Fürchtegott Gellert benannt. Der östlich der Ortslage Oberau gelegene Gellertberg ist Teil der Geländestufe im Zuge der Lausitzer Verwerfung, die dort den Elbtalkessel begrenzt.
Schon im 12. Jahrhundert wurden am Gellertberg von Mönchen Wein angebaut, dessen Wachstum und Geschmack durch Pläner beeinflusst wurde.
Auf dem Berg stehen alte Linden, das Gellerthäuschen (ehemals Jagdhaus), eine 1824 erbaute künstliche Ruine eines Turmes (für Rittergutsfeste) und eine 1955 errichtete Freilichtbühne (Gellert-Freilichtbühne). Auf der Bühne findet jedes Jahr das Pfingstsingen statt.